# Salgadoia brieti
Salgadoia brieti es una especie de escarabajos. Es la única especie del género Salgadoia, en la familia Leiodidae. Fue descrita por René Gabriel Jeannel en 1911. Se encuentra en España.